# OR56A4
OR56A4 (англ. Olfactory receptor family 56 subfamily A member 4) – білок, який кодується однойменним геном, розташованим у людей на короткому плечі 11-ї хромосоми. Довжина поліпептидного ланцюга білка становить 313 амінокислот, а молекулярна маса — 35 116.
| 10         |  | 20         |  | 30         |  | 40         |  | 50         |
| ---------- |  | ---------- |  | ---------- |  | ---------- |  | ---------- |
| MASPSNDSTA |  | PVSEFLLICF |  | PNFQSWQHWL |  | SLPLSLLFLL |  | AMGANTTLLI |
| TIQLEASLHQ |  | PLYYLLSLLS |  | LLDIVLCLTV |  | IPKVLAIFWF |  | DLRSISFPAC |
| FLQMFIMNSF |  | LTMESCTFMV |  | MAYDRYVAIC |  | HPLRYPSIIT |  | DQFVARAVVF |
| VIARNAFVSL |  | PVPMLSARLR |  | YCAGNIIKNC |  | ICSNLSVSKL |  | SCDDITFNQL |
| YQFVAGWTLL |  | GSDLILIVIS |  | YSFILKVVLR |  | IKAEGAVAKA |  | LSTCGSHFIL |
| ILFFSTVLLV |  | LVITNLARKR |  | IPPDVPILLN |  | ILHHLIPPAL |  | NPIVYGVRTK |
| EIKQGIQNLL |  | KRL        |  |            |  |            |  |            |

A: Аланін

C: Цистеїн

D: Аспарагінова кислота

E: Глутамінова кислота

F: Фенілаланін

G: Гліцин

H: Гістидин

I: Ізолейцин

K: Лізин

L: Лейцин

M: Метіонін

N: Аспарагін

P: Пролін

Q: Глутамін

R: Аргінін

S: Серин

T: Треонін

V: Валін

W: Триптофан

Кодований геном білок за функціями належить до рецепторів, g-білокспряжених рецепторів, білків внутрішньоклітинного сигналінгу. 
Локалізований у клітинній мембрані.